# Enrico III di Meißen
Enrico III di Meißen, detto l'Illustre, (Meißen, 1215 – Dresda, 15 febbraio 1288) fu margravio di Meißen e langravio di Turingia, ed era il figlio minore del margravio Teodorico I di Meißen e di Jutta di Turingia.

## Biografia
Nel 1221 succedette al padre come margravio della casata di Wettin, sotto la tutela dello zio materno, il langravio Ludovico IV di Turingia, e alla sua morte (1227), sotto la tutela del duca Alberto II di Brandeburgo.
Nel 1230 venne ufficialmente proclamato adulto e nel 1234 sposò Costanza, figlia del duca Leopoldo VI d'Austria.
Combatté la propria prima battaglia nel 1237 nel corso della Crociata Prussiana contro le popolazioni prussiane. Nel 1245 dopo molti anni di conflitti, egli venne forzato a cedere Köpenick e Teltow nel margraviato di Brandeburgo ma ottenne l'area di Schiedlo dove fondò Fürstenberg.
Negli scontri tra l'Imperatore del Sacro Romano Impero e il papa, Enrico III si schierò con l'Imperatore. In segno di gratitudine, l'Imperatore Federico II nel 1242 gli assegnò la Turingia e la Sassonia palatina e nel 1243 diede in sposa anche sua figlia Margherita al figlio di Enrico III, Alberto.
Solo dopo la partenza di Corrado IV dalla Germania permise ad Enrico di riconoscere re il suo oppositore, Guglielmo II d'Olanda. Alla morte di Enrico Raspe nel 1247, Enrico rafforzò i propri diritti sulla Turingia grazie a copiosi movimenti militari contro la propria cugina Sofia di Brabante, figlia di Ludovico IV di Turingia, e contro il conte Sigfrido di Anhalt. Dopo una lunga ed inconcludente guerra, dovette cedere l'Assia ad Enrico I, ma mantenne per sé la Turingia, che garantì per il figlio Alberto assieme alla Sassonia palatina. Queste acquisizioni incrementarono notevolmente i territori della famiglia Wettin, che ora regnava dall'Oder alla Werra e dall'Erzgebirge all'Harz.
Dal 1273 Enrico divenne un importante perno di supporto al re Rodolfo I. Trionfò contro la Boemia, combattendo tra gli altri a Sayda ed a Purschenstein, e venne conosciuto in tutto l'impero come principe valoroso e cavaliere modello, oltre ad essere stimato come poeta e compositore. Fu patrono di molte gare e competizioni canore, alle quali prese parte anche personalmente, commissionando la famosa Christherre-Chronik. Egli si dedicò in particolare alla musica religiosa da cantare nelle celebrazioni, per espressa concessione del papa.
All'inizio del 1265 garantì Pleissnerland, che aveva acquisito nel 1243, il langraviato di Turingia e il margraviato di Landsberg al proprio figlio Alberto II di Meißen e al secondogenito Teodorico, mantenendo per sé solo Meißen e i poteri formali su tutti i propri domini. Solo disordini interni, causati dal figlio Alberto, annebbiarono i successivi anni di governo, anche dopo la sua morte, nel 1288, fatti che porteranno alla rovina della sua casata.

## Matrimoni e discendenza
Enrico sposò in prime nozze Costanza d'Austria dalla quale ebbe:
- Alberto, detto "il Degenerato", che sposò Margherita di Sicilia e divenne langravio di Turingia e margravio di Meißen;
- Teodorico (1242 – 1285), margravio di Landsberg, che sposò Elena di Brandeburgo.

Alla morte di Costanza, nel 1243, egli si risposò con Agnese di Boemia († 1268), dalla quale non ebbe figli ed alla morte della quale si risposò con la figlia di un ministeriale, Elisabetta di Maltitz, che gli diede due figli: 
- Federico, detto il Clemente (1273 - 1316), che sposò Jutta von Schwarzburg-Blankenburg;
- Ermanno, detto il Lungo.

## Ascendenza
|                          |                         |                                | Genitori                       |  |  | Nonni |  |  | Bisnonni          |  |  | Trisnonni       |  |
|                          |                         |                                |                                |  |  |       |  |  | Corrado di Meißen |  |  | Thimo di Wettin |  |
|                          |                         |                                |                                |  |  |       |  |  | Corrado di Meißen |  |  | Thimo di Wettin |  |
|                          |                         | Ida di Northeim                |                                |  |  |       |  |  | Corrado di Meißen |  |  |                 |  |
| Ottone II di Meißen      |                         |                                |                                |  |  |       |  |  | Corrado di Meißen |  |  |                 |  |
|                          |                         | Liutgarda di Elchingen         | Adalberto di Ravenstein        |  |  |       |  |  |                   |  |  |                 |  |
|                          |                         | Liutgarda di Elchingen         | Adalberto di Ravenstein        |  |  |       |  |  |                   |  |  |                 |  |
|                          |                         | Liutgarda di Elchingen         | Berta di Boll                  |  |  |       |  |  |                   |  |  |                 |  |
| Teodorico I di Meißen    |                         | Liutgarda di Elchingen         |                                |  |  |       |  |  |                   |  |  |                 |  |
|                          |                         | Alberto I di Brandeburgo       | Ottone di Ballenstedt          |  |  |       |  |  |                   |  |  |                 |  |
|                          |                         | Alberto I di Brandeburgo       | Ottone di Ballenstedt          |  |  |       |  |  |                   |  |  |                 |  |
|                          |                         | Alberto I di Brandeburgo       | Eilika Billung di Sassonia     |  |  |       |  |  |                   |  |  |                 |  |
| Edvige di Brandeburgo    |                         | Alberto I di Brandeburgo       |                                |  |  |       |  |  |                   |  |  |                 |  |
|                          |                         | Sofia di Winzenburg            | Ermanno I di Winzenburg        |  |  |       |  |  |                   |  |  |                 |  |
|                          |                         | Sofia di Winzenburg            | Ermanno I di Winzenburg        |  |  |       |  |  |                   |  |  |                 |  |
|                          |                         | Sofia di Winzenburg            | …                              |  |  |       |  |  |                   |  |  |                 |  |
| Enrico III di Meißen     |                         | Sofia di Winzenburg            |                                |  |  |       |  |  |                   |  |  |                 |  |
|                          | Ludovico II di Turingia | Ludovico I di Turingia         |                                |  |  |       |  |  |                   |  |  |                 |  |
|                          | Ludovico II di Turingia | Ludovico I di Turingia         |                                |  |  |       |  |  |                   |  |  |                 |  |
|                          | Ludovico II di Turingia | Edvige di Gudensberg           |                                |  |  |       |  |  |                   |  |  |                 |  |
| Ermanno I di Turingia    | Ludovico II di Turingia |                                |                                |  |  |       |  |  |                   |  |  |                 |  |
|                          |                         | Giuditta di Svevia             | Federico II di Svevia (duca)   |  |  |       |  |  |                   |  |  |                 |  |
|                          |                         | Giuditta di Svevia             | Federico II di Svevia (duca)   |  |  |       |  |  |                   |  |  |                 |  |
|                          |                         | Giuditta di Svevia             | Agnese di Saarbrücken          |  |  |       |  |  |                   |  |  |                 |  |
| Jutta di Turingia        |                         | Giuditta di Svevia             |                                |  |  |       |  |  |                   |  |  |                 |  |
|                          |                         | Federico II di Sommerschenburg | Federico V di Sommerschenburg  |  |  |       |  |  |                   |  |  |                 |  |
|                          |                         | Federico II di Sommerschenburg | Federico V di Sommerschenburg  |  |  |       |  |  |                   |  |  |                 |  |
|                          |                         | Federico II di Sommerschenburg | Adelaide di Lauffen            |  |  |       |  |  |                   |  |  |                 |  |
| Sofia di Sommerschenburg |                         | Federico II di Sommerschenburg |                                |  |  |       |  |  |                   |  |  |                 |  |
|                          |                         | Liutgarda di Stade             | Rodolfo I della marca del Nord |  |  |       |  |  |                   |  |  |                 |  |
|                          |                         | Liutgarda di Stade             | Rodolfo I della marca del Nord |  |  |       |  |  |                   |  |  |                 |  |
|                          |                         | Liutgarda di Stade             | Riccarda di Sponheim-Lavanthal |  |  |       |  |  |                   |  |  |                 |  |
|                          |                         | Liutgarda di Stade             |                                |  |  |       |  |  |                   |  |  |                 |  |